# ジェフ・クーンズ
ジェフ・クーンズ（Jeff Koons, 1955年1月21日 - ）は、アメリカ合衆国の美術家。キッチュなイメージを使った（多くは大規模の）絵画・彫刻作品などで知られる。

## 経歴と作品

### 初期
クーンズは、ペンシルベニア州ヨークで生まれた。10代の頃はサルバドール・ダリを崇拝し、ニューヨークのセント・レジス・ホテルまでダリに会いに行ったほどだった。シカゴ美術館附属美術大学およびメリーランド・インスティテュート・カレッジ・オブ・アート（en:Maryland Institute College of Art）に進み、絵画を学んだ。卒業後は、ウォールストリートの商品仲買人をやり、1980年代に美術家として認められると、ニューヨークのハウストン通りとブロードウェイの交差点に位置するソーホー・ロフトにファクトリー風のスタジオを持った。そこでは30人のスタッフがクーンズの複数の作品のそれぞれの制作に割り当てられた。これはアンディ・ウォーホルのファクトリーがやったことに似ていた。
クーンズの初期の作品は抽象彫刻の形式を取り、その中で最も知られているものは1985年の『スリー・ボール・50/50・タンク（Three Ball 50/50 Tank）』で、これは半分までホルムアルデヒドを満たしたガラス張りの水槽の中に3つのバスケット・ボールを浮かべたものである。
クーンズは、公的ペルソナ、つまり世間から見たジェフ・クーンズ像を深めるのに、イメージ・コンサルタントを雇った。当時の現代美術家たちにとっては、聞いたこともないやり方だった。具体的には、主だった国際的な美術誌に作品に囲まれた自分の写真を全面広告として掲載した。紹介記事やインタビューでは自分のことを三人称で語った。
1986年、ウサギのおもちゃを巨大にしたステンレス鋼製の『スタチュアリー（Statuary）』を制作し、それから『バナリティ（Banality）』シリーズを1988年まで続けた。その1つ『マイケル・ジャクソン・アンド・バブルス（Michael Jackson and Bubbles）』（1988年）は、ペットのチンパンジーのバブルスを抱いている歌手マイケル・ジャクソンの、金粉を施した等身大の座像で、世界最大の陶器と公表された。3つ作られた内の一つが、3年後にニューヨークのサザビーズでロット・ナンバー7655として競りにかけられ、約560万ドルで落札された。それはこれまででクーンズの作品についた最高値の3倍の値段だった。

### 結婚
1991年にクーンズは、ハンガリー生まれでイタリアに帰化したポルノ女優で、1987年から1992年まで女優業と国会議員の二足のわらじを履き続けたチチョリーナことシュターッレル・イロナと結婚した。絵画・写真・彫刻から成る『メイド・イン・ヘヴン（Made in Heaven）』シリーズは夫婦のセックスを露骨に描いたもので、それまで以上の論争を引き起こした。1992年に息子ラディックをもうけるが、その直後、結婚は破局した。二人は共同親権に同意するも、シュターッレルは子供を連れてニューヨークからローマに逃げた。1998年、アメリカ合衆国は結婚の解消とクーンズの単独親権を認めるが、母子はそのままローマで暮らしている。このことについて、クーンズはこう語っている。「まったく、あの経験は僕に社会への責任を意識させてくれた。僕は人情を解する気持ちを失っていたんだ。今、僕は、もっともっと、コミュニケーティングとシェアリングの行為に責任を感じていて、美術家としてできるだけ寛大であろうと努めている」。なお2008年になって、シュターッレルは養育費未払いでクーンズを告訴した。

### 『パピー』

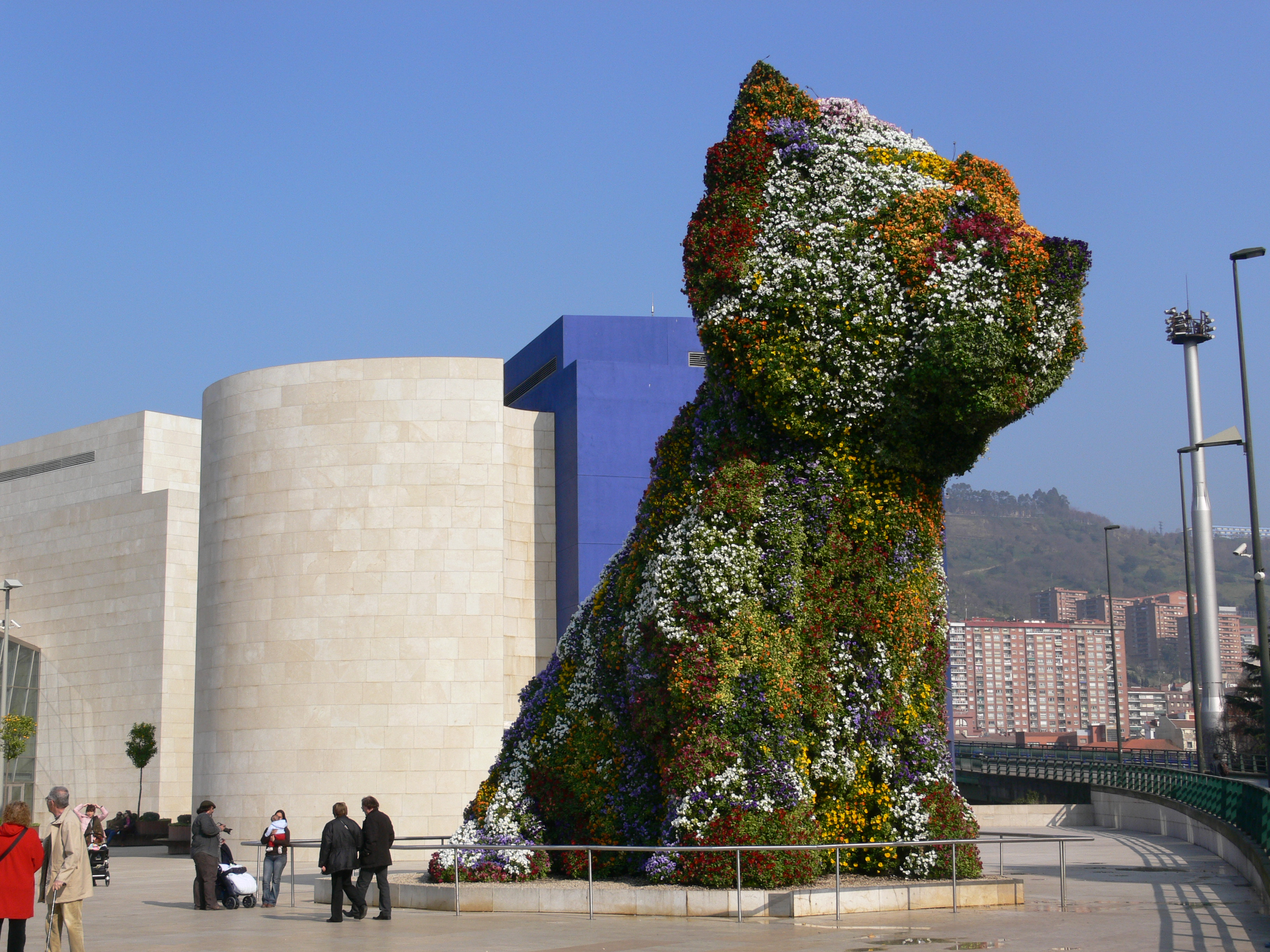
『パピー』、ビルバオ・グッゲンハイム美術館にて

この時期、1992年にクーンズはドイツのバート・アーロルゼン（en:Bad Arolsen）での展覧会のための作品制作を委嘱された。そして生まれたのが、高さ12.4mの、鉄の骨組みに種々の花々を植え込み、それを子犬（パピー）のウエスト・ハイランド・ホワイト・テリアの形に刈り込んだトピアリー彫刻『パピー（Puppy）』である。1995年に彫刻はいったん解体され、シドニーのポート・ジャクソン湾の現代美術館に、より長持ちするようステンレス鋼製の骨組みと内部に灌漑システムを備えたものとして再建された。1997年にはソロモン・R・グッゲンハイム財団が購入し、スペインのビルバオ・グッゲンハイム美術館のテラスに移された。その除幕式の前、庭師に変装した3人組が彫刻の近くに爆薬を仕掛けた植木鉢を置こうとしたが、ビルバオ警察によって未遂に終わった。以降、『パピー』はビルバオ市の象徴となった。2000年の夏にはニューヨークのロックフェラー・センターで展示された。メディア界の大立て者ピーター・M・ブラント（en:Peter M. Brant）とその妻でスーパーモデルのステファニー・シーモアは、コネチカット州にある別荘に『パピー』の精密な複製を所有している。

### 近作
2001年、クーンズは『イージーファン＝イーサリアル（Easyfun-Ethereal）』という絵画のシリーズに専念した。。
2007年11月14日、サザビーズのオークションで、クーンズの『ハンギング・ハート（Hanging Heart）』が2360万ドルで競り落とされた。これは存命の美術家の作品につけられた最高額だった。競り落としたのはガゴーシアン・ギャラリー（en:Gagosian Gallery）で、前日（11月13日）のクリスティーズのオークションでも、クーンズの彫刻『ダイアモンド（ブルー）（Diamond (Blue)）』を1180万ドルで購入していた。

## ジャンル
美術界の学芸員やコレクターたちの間では、クーンズの作品は、過去10年間のミニマル・アートやコンセプチュアル・アートといった無駄なものを極限まで切り詰める芸術（pared-down art）に対する80年代の反動として、ネオ・ポップ（en:Neo-pop）またはポスト・ポップというレッテルを貼られている。多くの美術家たち同様、クーンズはこのレッテル付けに納得できず、次のようにコメントしている。「僕の作品をはじめて見た人は、作品の中にアイロニーを見るに違いない……でも、僕にはそんなものは見えない。アイロニーとはとてつもなく批評的な観賞を生むものだ」。クーンズが言っていることは、美術作品が隠された意味を持っているということの否定である。意味は最初の一瞥で受けとめられたものだけで、作品それ自体の中にあるものと、受けとめられるものとの間にギャップはない、と言うのである。
クーンズは、恥を知らないキッチュを高尚な芸術の場に持ち出したことで論争を引き起こした。それは、ウォーホルのスープ缶などより、さらに使い捨ての物で、たとえば『バルーン・ドッグ（Balloon Dog）』（1994年 - 2000年）という作品は、ぱっと見ると、ねじって犬の形にしたバルーンのように見えるが、実は明るい赤の風船は金属製で、高さ3m以上もある彫刻なのである。

## 評価
クーンズの作品は両極端の反応を受けている。「（『バルーン・ドッグ』は）最高の存在……非常に永続性のあるモニュメント」（エイミー・デンプシー編『Styles, Schools and Movements』2002年、Thames & Hudson）、「テクニカルな名人芸と目玉が飛び出すくらいの視覚的爆発で喝采を浴びた」（美術評論家ジェリー・サルツ）と絶賛する人々がいる一方、『ニュー・パブリック』誌（en:The New Republic）のマーク・スティーヴンスはクーンズのことを「彼は退廃した芸術家だ。自分のテーマや制作時の流儀をありふれたものにしたり、他と区別したりする以上のことをしようという創造性に欠けている。彼は趣味の良くない金持ちに仕える一人でしかない」と、また『ニューヨーク・タイムズ』紙のマイケル・キメルマンは「1980年代の最悪のものの特徴である、ある種の自己PRな売り込みやセンセーショナリズムの最後の痛ましいあえぎ」で「わざとらしく」「チープで」「厚顔無恥にもひねくれている」と切り捨てている。
クーンズが将来、ダダイスムの伝統の中の重大な注釈者にして、論争を引き起こしがちのアバンギャルドの伝統の中の偽りなきリーダーと見られるか、あるいは単に、無意味で陳腐な流行の提供者と見られるかはわからない。しかし、その審判はより広い現代美術シーンの評価から分離してなされることはできない。クーンズは注目の若手美術家たちに対して間違いなく影響力を持っている。ありふれたものを極端に拡大するクーンズの特徴は、クレス・オルデンバーグやコーシャ・ヴァン・ブリュッゲンから影響を受けたものだが、ダミアン・ハースト（たとえば、ハーストの『Hymn』は35cmの解剖学玩具を5.5mに巨大化した作品である）やモナ・ハトゥム（en:Mona Hatoum）はクーンズから影響を受けている。
クーンズの作品はロンドンのロイヤル・アカデミー・オブ・アーツで展示されたことがあるが、その時代の学術団体の容認が後世の審判の確かなガイドにならないということは、歴史についての通りいっぺんの研究でさえ明らかである。はっきりと言えるのは、現在、クーンズが熱狂と辛辣な批判の両極端の評価を受けているということと、その作品がかなりの高価をつけられているということである。
もっともクーンズは同輩たちの評価は既に得ていて、2005年にはアメリカ芸術科学アカデミーの会員に選出された。

## 著作権訴訟
クーンズはこれまでに数回、作品に既存のイメージを使用したことで、著作権侵害で訴えられた。ロジャーズ対クーンズ訴訟、960 F.2d 301 (2d Cir. 1992)（en:Rogers v. Koons）においては、第2巡回区連邦控訴裁判所（en:United States Court of Appeals for the Second Circuit）は、クーンズが彫刻『ストリング・オブ・パピーズ（String of Puppies）』（1998年）の制作にあたって、プロ写真家アート・ロジャーズの写真『パピーズ』（1980年）を使用したという訴えを支持した。さらに、ユナイテッド・フューチャーズ・シンジケート株式会社（ユナイテッド・メディア、en:United Media）対クーンズ訴訟、817 F. Supp. 370（ニューヨーク州南部地区連邦地方裁判所、1993年）、キャンベル対クーンズ訴訟、No. 91 Civ. 6055, 1993 WL 97381（ニューヨーク州南部地区連邦地方裁判所、1993年4月1日）でもクーンズは敗訴した。最近の訴訟事件では、クーンズの絵画『ナイアガラ（Niagara）』（2000年）に描かれた足の素材に写真広告を使用したという、ブランチ対クーンズ訴訟、No. 03 Civ. 8026 (LLS)（ニューヨーク州南部地区連邦地方裁判所、2005年11月1日）があったが、クーンズはこれには勝訴し、2006年10月、第2巡回区連邦控訴裁判所もその判決を支持した。法廷はクーンズはフェアユースを十分に満たすオリジナルの変換を行ったと裁定したのであった。
また、パリ高等裁判所は、Fait d'hiverをめぐる盗作問題に対して、2014年にポンピドゥー・センターで、クーンズが同作品を展示したことに対する損害賠償として、10万ユーロ以上の支払いを命じた。

## 慈善運動
クーンズは、2008年2月15日から3月6日にかけてcharitybuzz.comで行われた、遺伝病財団のオークションのために、自身のスタジオへのプライベート・ツアー権を寄附した。

## 読書案内
- The Jeff Koons Handbook (1993) by Jeff Koons ("the first monograph and primary sourcebook"), ISBN 0-8478-1696-6.
- Michael Kimmelman.  "Jeff Koons."  The New York Times.  November 29, 1991.
- Mark Stevens.  "Adventures in the Skin Trade."  The New Republic.  January 20, 1992.
- Judd Tully.  "Jeff Koons's Raw Talent:  In New York, an X-rated Exhibition."  The Washington Post.  December 15, 1991.
- Coupland, Douglas (2001). "Jeff Koons: Getting It." Eyestorm (dealer newsletter).
- Calvin Tomkins, "The Turnaround Artist: Jeff Koons up from banality", The New Yorker magazine, April 23, 2007
- Bouvier, Raphael. Jeff Koons. Der Künstler als Täufer. München: Wilhelm Fink Verlag, 2012. (ISBN 978-3-7705-5218-4)
- Girod, Andre. American Gothic : Une mosaïque de personnalités américaines. ISBN 9782343040370. OCLC 894409758. Article on Jeff Koons.
- Sciolino, Elaine. "At the Court of the Sun King, Some All-American Art", The New York Times, 8 September 2008.

### フィルムとビデオ
- ”Jeff Koons, the Banality Work” by Jeff Koons; Paul Tschinkel; Sarah Berry; Inner Tube Video; Sonnabend Gallery (New York, NY). Videorecording. NY: Inner-Tube Video, 1990.